# Vallby församling, Lunds stift
Vallby församling var en församling i Lunds stift och i Simrishamns kommun. Församlingen uppgick 2002 i Hammenhögs församling.

## Administrativ historik
Församlingen har medeltida ursprung. 
Den 1 januari 1991 överfördes ett område med 6 personer till Östra Tommarps församling.
Församlingen uppgick 1 januari 2002 i Hammenhögs församling.

### Pastorat
- Från medeltiden till 1 maj 1929: Moderförsamling i pastoratet Vallby och Bolshög.
- 1 maj 1929 till 1 januari 1962: Annexförsamling i pastoratet Östra Hoby, Vallby och Bolshög.
- 1 januari 1962 till 1983: Annexförsamling i pastoratet Hammenhög, Hannas, Östra Herrestad, Östra Ingelstad och Vallby.
- 1983 till 2002: Annexförsamling i pastoratet Hammenhög, Hannas, Östra Herrestad och Vallby.

## Kyrkor
- Vallby kyrka